# Мидуэй
Острова́ Ми́дуэй (англ. Midway atoll, гав. Pihemanu Kauihelani) — атолл площадью 6,23 км², расположенный в северной части Тихого океана (в западной группе Гавайского архипелага). Является неинкорпорированной неорганизованной территорией США, то есть принадлежит им, но не является их частью.

## География и геология
В атолл входят острова Сэнд (Песчаный) и Истерн (Восточный), а также небольшой островок Спит между ними.
| № | Остров        | Площадь, км² |
| - | ------------- | ------------ |
| 1 | Остров Сэнд   | 4,86         |
| 2 | Остров Истерн | 1,35         |
| 3 | Остров Спит   | 0,02         |
|   | Атолл Мидуэй  | 6,23         |
|   | Лагуна        | 60           |

Мидуэй имеет вулканическое происхождение, является бывшим щитовым вулканом. Наибольшая высота над уровнем моря — 13 м.
Климат субтропический.

## История
Острова были открыты американским капитаном Бруксом в 1859 году и названы «Острова Брукса». С 1867 года официально принадлежат США. Своё название (англ. Midway — середина пути) атолл получил потому, что находится на полпути между Калифорнией и Японией.
Первые жители — с 1903 года, когда прокладывался транстихоокеанский телеграфный кабель. С 1935 года по 1947 год — пункт заправки топливом для межконтинентальных авиаперелётов.
С 1941 до 1993 года на острове располагалась военно-морская база США. В июне 1942 года неподалёку от атолла произошла битва за Мидуэй, в ходе которой вооружённые силы США уничтожили 4 японских авианосца.
Сейчас атолл имеет статус национального заповедника США. Сохраняется в эксплуатационном состоянии одна взлётно-посадочная полоса (2400 м) и запас авиатоплива — на случай экстренной посадки самолётов.

## Население
Постоянного населения нет с 2006 года. В 1940—1970-е годы численность временного населения (персонал базы) достигала двух тысяч человек. Сейчас на Мидуэе проживают около 40 сменных сотрудников заповедника.

## Геология
Геологический возраст атолла составляет 28,3 миллиона лет — это древнейший остров в цепочке Гавайских островов.

## В культуре
Литература
Мидуэй является местом действия нескольких глав романа Роберта Льюиса Стивенсона «Потерпевшие кораблекрушение».
Кинематограф
- Художественный фильм «Мидуэй[англ.]» (1976, США, реж. Джек Смайт).
- Художественный фильм «Мидуэй» («Midway», США, Китай, 2019).